# Huernia boleana
Huernia boleana es una especie de plantas de la familia Apocynaceae. Nativa de Etiopía.

## Descripción
Huernia boleana es una planta suculenta perennifolia que alcanza un tamaño de hasta 10 cm de altura. Producen flores libremente en verano. Contrariamente a los géneros relacionados, las flores a menudo no tienen olor.

## Hábitat
Más de sesenta especies de Huernia se encuentran en África oriental. Fue recogida por primera vez en los acantilados cerca del río Bole en Etiopía, de ahí el nombre.

## Taxonomía
Huernia boleana fue descrita por Michael George Gilbert y publicado en Cactus and Succulent Journal 47(1): 10. 1975.